# Johann Kless
Johann Kless (* 2. März 1669 auf dem Gut Poleska bei Zerbst; † 28. Oktober 1720 in Weimar) war ein deutscher lutherischer Theologe und Kirchenliedkomponist.

## Leben
Der Sohn eines brandenburgischen Lehrers hatte die Schulen in Zerbst, in Magdeburg, in Salzwedel, Brandenburg an der Havel und Cölln besucht. So vorgebildet bezog er 1688 die Universität Wittenberg und studierte ab 1691 an der Universität Leipzig. Kless kehrte zurück nach Cölln, wo er durch Unterstützung honoriger Gönner einen Weg geebnet bekam, um 1693 seine Studien an der Universität Jena fortzusetzen. 1694 kam er als Stiftsprediger nach Weimar, wurde dort 1698 Hofprediger und 1707 Oberkonsistorialrat, sowie Kirchenrat. 1716 erlitt er bei einer Sitzung des Konsistoriums einen Herzschlag und starb an diesem.
Kleß trat als Verfasser mehrerer Kirchenlieder in Erscheinung und hatte das einst weit verbreitete Kirchenlied „Gott kanns nicht böse meinen, sein Vaterwort betrügt mich nicht“ geschaffen. Dieses Lied ist zuerst 1701 in der Kleinen Weimarer Bibel erschien, welches Aufnahme in den zweiten Teil des Gesangsbuches von Johann Anastasius Freylinghausen fand. Zudem sind von ihm einige Predigten bekannt, so eine Passionspredigt aus dem Jahr 1712 und eine Predigtsammlung aus dem Jahr 1713/14.